# Ambassade de France au Tadjikistan
L'ambassade de France au Tadjikistan est la représentation diplomatique de la République française après de la république du Tadjikistan. Elle est située à Douchanbé, la capitale du pays, et son ambassadrice est, depuis 2023, Elsa Pignol.

## Ambassade
L'ambassade est située à Douchanbé, dans le complexe Diar Dushanbe, à l'adresse 2/1 rue N. Huvaydulloev.

## Ambassadeurs de France au Tadjikistan
| De   | À    | Ambassadeur               |
| ---- | ---- | ------------------------- |
| 1992 | 1996 | Pierre Morel,             |
| 1996 | 2000 | Hubert Colin de Verdière, |
| 2000 | 2003 | Claude Blanchemaison,     |
| 2003 | 2007 | Pierre Andrieu,           |
| 2007 | 2009 | Olivier Pelen,            |
| 2009 | 2012 | Henry Zipper de Fabiani,  |
| 2012 | 2016 | Didier Leroy,             |
| 2016 | 2020 | Yasmine Gouedard          |
| 2020 | 2023 | Michel Tarran             |
| 2023 | auj. | Elsa Pignol               |

## Relations diplomatiques
Les relations diplomatiques entre les deux pays ont été établies officiellement en mars 1992, quelques mois après la déclaration d'indépendance du 9 septembre 1991. Initialement, comme dans la plupart des républiques issues de l'Union soviétique, l'ambassadeur à Moscou est accrédité auprès du Tadjikistan, avec un conseiller basé sur place, ce dernier étant élevé au statut de chargé d'affaires en 2003. Quelques mois plus tard, il est élevé au rang d'ambassadeur en résidence.

## Poste de présence diplomatique
La France ne dispose d'aucun consulat au Tadjikistan. Depuis 2017, cette fonction est dévolue à l'Ambassade de France à Tachkent (Ouzbékistan). La section consulaire de l'ambassade de France à Tachkent se consacre donc à l'administration de la communauté française : passeports, état civil, notariat, élections, protection consulaire pour les Français en difficulté.

### Communauté française
Au 31 décembre 2016, 36 Français sont inscrits sur les registres consulaires au Tadjikistan.
| 2001 | 2002 | 2003 | 2004 |
| ---- | ---- | ---- | ---- |
| -    | -    | -    | -    |

| 2005 | 2006 | 2007 | 2008 |
| ---- | ---- | ---- | ---- |
| -    | -    | -    | -    |

| 2009 | 2010 | 2011 | 2012 |
| ---- | ---- | ---- | ---- |
| 21   | 24   | 33   | 42   |

| 2013 | 2014 | 2015 | 2016 |
| ---- | ---- | ---- | ---- |
| 54   | 66   | 54   | 36   |

| 2017 | 2018 | 2019 | 2020 |
| ---- | ---- | ---- | ---- |
| 25   | 23   | 19   | 13   |

| 2021 | - | - | - |
| ---- | - | - | - |
| 15   | - | - | - |

### Circonscriptions électorales
Depuis la loi du 22 juillet 2013 réformant la représentation des Français établis hors de France avec la mise en place de conseils consulaires au sein des missions diplomatiques, les ressortissants français d'une circonscription recouvrant l'Afghanistan, l'Azerbaïdjan, l'Iran, le Kazakhstan, le Kirghizistan, l'Ouzbékistan, le Pakistan, le Tadjikistan et le Turkménistan élisent pour six ans trois conseillers consulaires. Ces derniers ont trois rôles : 
1. ils sont des élus de proximité pour les Français de l'étranger ;
2. ils appartiennent à l'une des quinze circonscriptions qui élisent en leur sein les membres de l'Assemblée des Français de l'étranger ;
3. ils intègrent le collège électoral qui élit les sénateurs représentant les Français établis hors de France.

Pour l'élection à l'Assemblée des Français de l'étranger, le Tadjikistan appartenait jusqu'en 2014 à la circonscription électorale de Moscou, comprenant aussi l'Arménie, l'Azerbaïdjan, la Biélorussie, la Géorgie, le Kazakhstan, le Kirghizistan, la Moldavie, l'Ouzbékistan, la Russie, le Turkménistan et l'Ukraine, et désignant un siège. Le Tadjikistan appartient désormais à la circonscription électorale « Asie centrale et Moyen-Orient » dont le chef-lieu est Dubaï et qui désigne quatre de ses 23 conseillers consulaires pour siéger parmi les 90 membres de l'Assemblée des Français de l'étranger.
Pour l'élection des députés des Français de l’étranger, le Tadjikistan dépend de la 11e circonscription.